# Comuna Vilhivți, Cemerivți
Vilhivți (în ucraineană Вільхівці) este o comună în raionul Cemerivți, regiunea Hmelnîțkîi, Ucraina, formată din satele Kuzmînciîk, Rudka și Vilhivți (reședința).

## Demografie
Componența lingvistică a comunei Vilhivți
     Ucraineană (99,27%)
     Alte limbi (0,73%)
Conform recensământului din 2001, majoritatea populației comunei Vilhivți era vorbitoare de ucraineană (99,27%), existând în minoritate și vorbitori de alte limbi.